# Heterostegane limbata
Heterostegane limbata là một loài bướm đêm trong họ Geometridae.